# Flagge Venezuelas

Dienst- und Kriegsflagge
(zu Land und zur See)
Seitenverhältnis 2:3

Die 1806 durch Francisco de Miranda erstmals gehisste Flagge Venezuelas zeigte ab Mai 1817 zunächst sieben, dann ab November 1817 acht Sterne. Während die Fahne Groß-Kolumbiens (1819–1830) und danach die Fahne Venezuelas (ab 1830) zunächst keine Sterne zeigten, wurden ab 1859 auf der Fahne sieben Sterne gezeigt, ihre Darstellung variierte bis zur endgültigen gesetzlichen Festlegung 1954. Seit dem 12. März 2006 trägt die Flagge Venezuelas acht Sterne.
Sie ist dreifarbig, die Farben werden im Allgemeinen wie folgt gedeutet:
- Gelb symbolisiert den Sonnenschein und den goldenen Boden Südamerikas.
- Blau steht für die Unabhängigkeit von Spanien und das Meer, welches Venezuela von Spanien abgrenzt.
- Rot steht für Mut und das Blutvergießen während der Revolution Simón Bolívars um Venezuela.

Acht weiße fünfstrahlige Sterne im blauen Streifen stehen für die sieben Provinzen, die die Unabhängigkeit mit getragen haben. Der 2006 eingeführte achte Stern geht auf ein Dekret Simón Bolívars von 1817 zurück, als durch die Einführung des achten Sterns die Unabhängigkeit der Región Guayana (nicht zu verwechseln mit dem Land Guyana) gewürdigt werden sollte.

## Historische Flaggen

Flagge der Ersten Republik von 1811 bis 1812
Flagge der Zweiten Republik von 1813 bis 1814
Flagge der Dritten Republik von 1817 bis 1819
Flagge von 1830 bis 1836
Flagge von 1836 bis 1859
„Föderationsflagge“ von 1859
„Föderationsflagge“ von 1859 bis 1863
Flagge von 1863 bis 1905
Flagge von 1905 bis 1930
Flagge von 1930 bis 1954
Flagge bis 2006

## Flaggen  der Bundesstaaten
| Flagge | SV    | Staat            | Hauptstadt             | Lage |
| ------ | ----- | ---------------- | ---------------------- | ---- |
|        | 2:3   | Amazonas         | Puerto Ayacucho        |      |
|        | 2:3   | Anzoátegui       | Barcelona              |      |
|        | 2:3   | Apure            | San Fernando de Apure  |      |
|        | 2:3   | Aragua           | Maracay                |      |
|        | 3:4   | Barinas          | Barinas                |      |
|        | 9:14  | Bolívar          | Ciudad Bolívar         |      |
|        | 2:3   | Carabobo         | Valencia               |      |
|        | 2:3   | Cojedes          | San Carlos             |      |
|        | 2:3   | Delta Amacuro    | Tucupita               |      |
|        | 2:3   | Distrito Capital | Caracas                |      |
|        | 3:5   | Falcón           | Coro                   |      |
|        | 2:3   | Guárico          | San Juan de los Morros |      |
|        | 2:3   | Lara             | Barquisimeto           |      |
|        | 2:3   | Mérida           | Mérida                 |      |
|        | 9:14  | Miranda          | Los Teques             |      |
|        | 2:3   | Monagas          | Maturín                |      |
|        | 2:3   | Nueva Esparta    | La Asunción            |      |
|        | 2:3   | Portuguesa       | Guanare                |      |
|        | 2:3   | Sucre            | Cumaná                 |      |
|        | 11:15 | Táchira          | San Cristóbal          |      |
|        | 2:3   | Trujillo         | Trujillo               |      |
|        | 3:4   | Vargas           | La Guaira              |      |
|        | 2:3   | Yaracuy          | San Felipe             |      |
|        | 7:11  | Zulia            | Maracaibo              |      |